# Kimpisoka wä kurolkka
Kimpisoka wä kurolkka (v korejském originále 김비서가 왜 그럴까, Kimbiseoga wae geureolkka; anglicky What's Wrong with Secretary Kim?) je šestnáctidílný jihokorejský televizní seriál z roku 2018, v němž hrají Pak So-džun a Pak Min-jong. Vysílal se na stanici tvN od 6. června do 26. července 2018 každou středu a čtvrtek ve 21.30.

## Obsah
Kim Mi-so (Pak Min-jong) pracuje jako osobní asistentka pro perfekcionistického a egoistického ředitele I Jong-džuna (Pak So-džun) už dlouhých 9 let. Právě díky němu už 9 let v podstatě nemá žádný osobní život a sama už je ve věku, kdy přemýšlí nad rodinou. Rozhodne se proto dát výpověď. Teprve poté si I Jong-džun uvědomí, že jeho perfektní sekretářku jen tak nikdo nenahradí.

## Obsazení
| Pak So-džun  | I Jong-džun/I Song-hjon |
| Pak Min-jong | Kim Mi-so               |